# Onthophagus schwaneri
Onthophagus schwaneri är en skalbaggsart som beskrevs av Snellen Van Vollenhoven 1864. Onthophagus schwaneri ingår i släktet Onthophagus och familjen bladhorningar. Inga underarter finns listade i Catalogue of Life.